# Bassawa
Bassawa  est une localité du centre de la Côte d'Ivoire, et appartenant au département de Dabakala, Région du Hambol. La localité de Bassawa est un chef-lieu de commune, depuis 1985 ; le premier Maire, Ouattara Yassole de 1985 à 2001 et le second, Ouatttara Sanga 2001 à 2018. Le Maire actuel, Karidioula Souleymane.